# 杜氏斜齿鲨
杜氏斜齿鲨（学名：Scoliodon dumerili）为真鲨科斜齿鲨属的鱼类。分布于印度尼西亚、美拉尼西亚以及南海等海域。该物种的模式产地在Amboina。